# 24637 Ol'gusha
24637 Ol'gusha è un asteroide della fascia principale. Scoperto nel 1981, presenta un'orbita caratterizzata da un semiasse maggiore pari a 2,6129685 au e da un'eccentricità di 0,2250702, inclinata di 3,87724° rispetto all'eclittica.
L'asteroide è dedicato a Ol'ga Anatol'evna Sazonova, figlia della scopritrice.